# Іттербек
Іттербек (нім. Itterbeck) — громада в Німеччині, розташована в землі Нижня Саксонія. Входить до складу району Графство Бентгайм. Складова частина об'єднання громад Юльзен.
Площа — 41,01 км2. Населення становить 1732 ос. (станом на 31 грудня 2021).